# Lyons (Georgia)
Lyons is een plaats (city) in de Amerikaanse staat Georgia, en valt bestuurlijk gezien onder Toombs County.

## Demografie
Bij de volkstelling in 2000 werd het aantal inwoners vastgesteld op 4169.
In 2006 is het aantal inwoners door het United States Census Bureau geschat op 4415, een stijging van 246 (5.9%).

## Geografie
Volgens het United States Census Bureau beslaat de plaats een oppervlakte van
19,5 km², waarvan 19,4 km² land en 0,1 km² water. Lyons ligt op ongeveer 49 m boven zeeniveau.

## Plaatsen in de nabije omgeving
De onderstaande figuur toont nabijgelegen plaatsen in een straal van 20 km rond Lyons.